# Бауський край
Ба́уський кра́й (латис. Bauskas novads) — адміністративно-територіальна одиниця Латвійської Республіки. Розташований у південній частині країни, в історичному регіоні Семигалія. Адміністративний центр — Бауска. Створений 2021 року. Площа — 2174,9 км². Населення — 41 755 осіб (2021). До складу краю входять 2 міста і 18 волостей.

## Історія
Край створений 2021 року шляхом приєднання до Бауського краю Вецумнієкського, Єцавського та Рундальського країв.

## Адміністративний поділ
- 2 міста: Бауска та Єцава
- 18 волостей